# Ferdinando Ricca
Ferdinando Ricca (Vittoria, 16 ottobre 1880 – 3 aprile 1947) è stato un vescovo cattolico italiano.

## Biografia
Figlio del possidente don Giombattista Ricca e di donna Giovanna Re, nacque nel pomeriggio del 16 ottobre 1880.
Fu ordinato presbitero il 19 dicembre 1903.
Il 12 agosto 1932 papa Pio XI lo nominò vescovo di Trapani; ricevette l'ordinazione episcopale il successivo 21 dicembre dal cardinale Luigi Lavitrano, arcivescovo metropolita di Palermo, co-consacranti Carmelo Patanè, arcivescovo metropolita di Catania, e Giovanni Bargiggia, vescovo di Caltagirone.
Morì il 3 aprile 1947.

## Genealogia episcopale
La genealogia episcopale è:
- Cardinale Scipione Rebiba
- Cardinale Giulio Antonio Santori
- Cardinale Girolamo Bernerio, O.P.
- Arcivescovo Galeazzo Sanvitale
- Cardinale Ludovico Ludovisi
- Cardinale Luigi Caetani
- Cardinale Ulderico Carpegna
- Cardinale Paluzzo Paluzzi Altieri degli Albertoni
- Papa Benedetto XIII
- Papa Benedetto XIV
- Cardinale Enrico Enriquez
- Arcivescovo Manuel Quintano Bonifaz
- Cardinale Buenaventura Córdoba Espinosa de la Cerda
- Cardinale Giuseppe Maria Doria Pamphilj
- Papa Pio VIII
- Papa Pio IX
- Cardinale Alessandro Franchi
- Cardinale Giovanni Simeoni
- Cardinale Antonio Agliardi
- Cardinale Basilio Pompilj
- Cardinale Luigi Lavitrano
- Vescovo Ferdinando Ricca